# Даньків Андрій Ігорович
Да́ньків Андрі́й І́горович (нар. 23 січня 1987 року, Ценів, Тернопільська область) — український футболіст, півзахисник футбольного клубу «УкрАгроКом».
Народився 23 січня 1987 року у селі Ценів Козівського району Тернопільської області. Вихованець ДЮСШ «Карпати» (Львів), перший тренер — Володимир Данилюк. У складі збірної Львівського державного аграрного університету здобув перемогу у Всеукраїнських літніх сільських спортивних іграх 2005 року.
Виступав за «Карпати-2» у 2005 — 2007 роках. З 2007 року — гравець ФК «Львів». У сезоні 2008/09 провів 10 матчів в Прем'єр-лізі, 2 матчі у кубку України, 16 матчів у першості молодіжних складів. Отримав 7 жовтих карток. Сезон 2009–2010 грав в оренді в команді «Енергетик» (Бурштин).